# Gmina Frederikshavn (1970–2006)
Gmina Frederikshavn (duń. Frederikshavn Kommune) – istniejąca w latach 1970–2006 gmina w Danii w okręgu północnej Jutlandii (Nordjyllands Amt). Siedzibą władz gminy było miasto Frederikshavn. Gmina Frederikshavn została utworzona 1 kwietnia 1970 na mocy reformy podziału administracyjnego Danii.
Po kolejnej reformie administracyjnej w roku 2007 weszła w skład nowej gminy Frederikshavn.

## Dane liczbowe
- Liczba ludności: (♀ 16 881 + ♂ 17 094) = 33 975
  - wiek 0–6: 7,5%
  - wiek 7–16: 12,8%
  - wiek 17–66: 65,1%
  - wiek 67+: 14,7%
- zagęszczenie ludności: 189,8 osób/km²
- bezrobocie: 8,5% osób w wieku 17–66 lat
- cudzoziemcy z UE, Skandynawii i USA: 116 na 10 000 osób
- cudzoziemcy z krajów Trzeciego Świata: 191 na 10 000 osób
- liczba szkół podstawowych: 12 (liczba klas: 206)

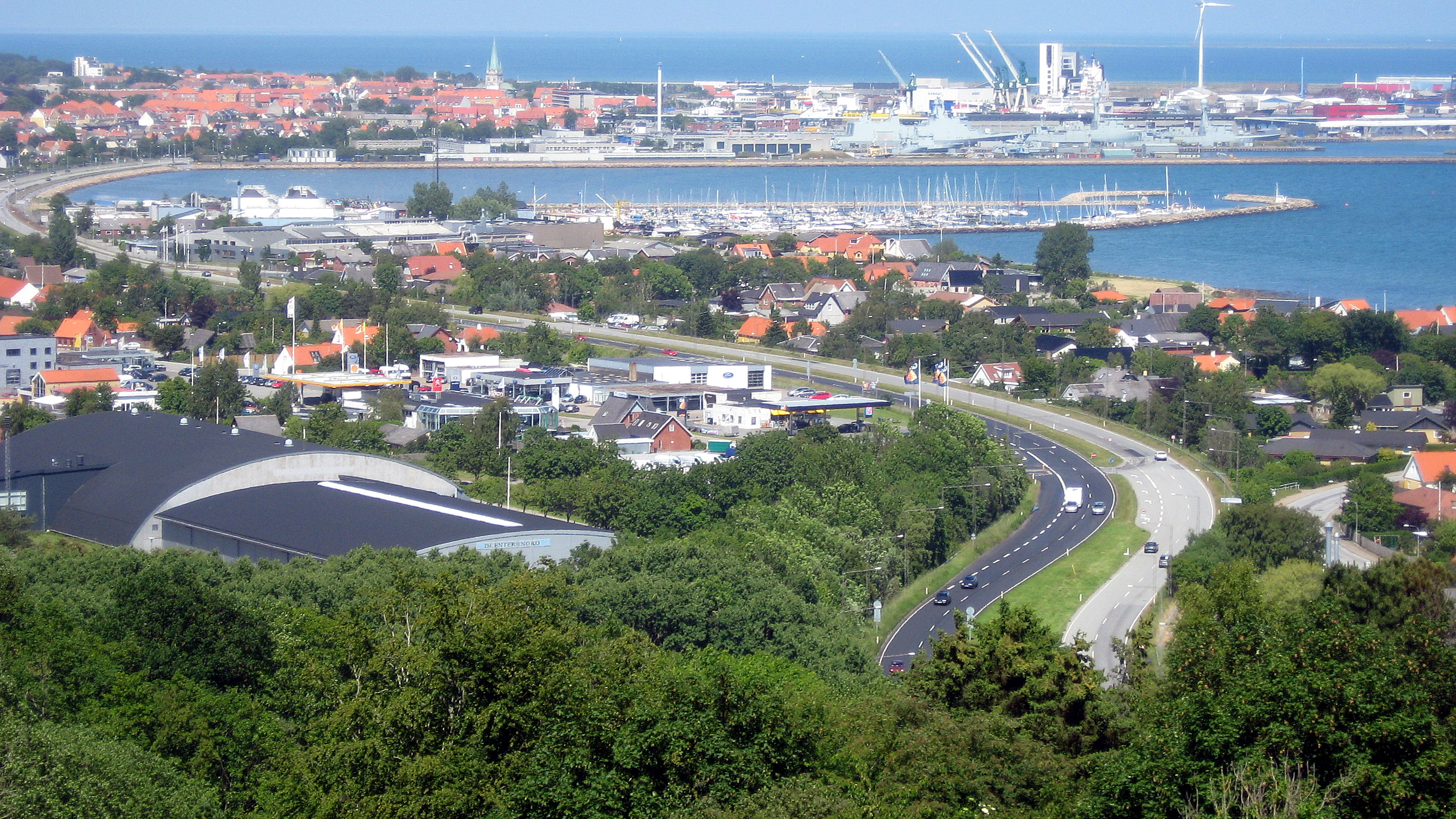
Widok na siedzibę gminy – Frederikshavn